# Врата (Мехединци)
Врата (рум. Vrata) је село и општина у Румунији у округу Мехединци. Према попису из  2011. године село је имало 1.599 становника (према попису из 2002. године је имало 2.029 становника). Врата је административни центар истоимене општине у којој је једино насеље.

## Положај
Врата се налази у јужном делу округа Мехединци, 65 километара од  Дробета-Турну Северина, 32 километара од града Винжу Маре и 45 километара од Калафата.

## Становништво
Према попису из 2011. године у селу је живело 1.599 становника, од тога 72,92% су били Румуни, 22,57%  су били Роми.